# Schwullesbisches Archiv Hannover
El Schwullesbische Archiv Hannover (SARCH), en español «Archivo Gay-Lésbico de Hanóver», es una colección privada sobre el tema homosexualidad, reunida y supervisada por el activista LGBT Rainer Hoffschildt, con el objetivo de poner el material a disposición de los estudiosos del movimiento LGBT y otras personas interesadas. Los principales temas incluidos son la historia de la homosexualidad y el destino de los homosexuales durante la persecución por el régimen nazi.

## Colección
A 2011, la colección estaba formada por aproximadamente:
- 14.000 revistas,
- 5.500 libros,
- 2.000 carteles,
- más de 350 carpetas con artículos, fotos, cartas y panfletos.

A ello hay que añadir películas y entrevistas grabadas. Además posee una colección de obras de arte, postales, pins y otros objetos de exposición.

## Proyectos
El archivo ha servido y sirve de base para diferentes estudios y proyectos.

### «Registro central de la discriminación gay»
Desde 1985, el proyecto «Registro central de la discriminación gay», en alemán Zentrale Erfassung Homosexuellendiskriminierung (ZEH) evalúa todos los materiales del SARCH en relación con la discriminación de los homosexuales. El proyecto ha recogido, evaluado y archivado más de 2000 casos dentro de este proyecto. Una parte también ha sido clasificada en 40 casos distintos e introducida en el ordenador.

### «Caras y nombres»
El proyecto central y el aspecto moral más importante para Rainer Hoffschildt es el proyecto «Caras y nombres», en alemán Namen und Gesichter. Desde 1987 se trata de reunir la mayor cantidad de información sobre la vida y el destino de los hombres homosexuales perseguidos por el régimen nazi. Hasta 2011, se habían reunido los nombres de 15.000 víctimas, entre los que se contaban 3000 presos en los campos de concentración, 1300 presos en los campos de detenidos de los distritos de Bentheim y Emsland, los llamados Emslandlager, y un total de 2000 víctimas mortales.
El objetivo de este proyecto es devolver a estas víctimas del terror nazi, largo tiempo ignoradas, un nombre y una cara, y sacarlas del olvido. Con este proyecto se ha apoyado la colocación de innumerables Stolpersteine a víctimas gais, además de ayudar en el estudio regional, así como en la construcción de monumentos de recuerdo a las víctimas homosexuales. También se han prestado materiales para exposiciones en museos y lugares del recuerdo.